# Igreja São Benedito (Campinas)
A Igreja São Benedito é uma instituição religiosa católica inaugurada em 1885, sendo uma das mais antigas da cidade de Campinas, São Paulo, Brasil. Ela está incluída em um conjunto arquitetônico que é formado por ela, o Largo São Benedito, a Praça Anita Garibaldi e o monumento à Mãe Preta. 
Um dos maiores idealizadores da igreja foi Mestre Tito, escravizado que foi alforriado e me mobilizou boa parte dos recursos para que a igreja fosse construída. Mestre Tito morreu em 1882, antes de ver a Igreja pronta. Por tempos as obras ficaram paralisadas, até que uma comissão de senhoras da sociedade campineira, lideradas por Anna de Campos Gonzaga, propôs-se a terminar a construção do edifício.
A estrutura da Igreja foi concebida em estilo colonial, dos quais predominam elementos rústicos. No que diz respeito ao interior do local, os entalhes em madeira do altar-mor seguem concepções neorromânticas.  
Posteriormente, a Igreja foi tombada como Patrimônio Histórico e atualmente, a luta para sua preservação continua: em 2015 o mesmo grupo responsável pela instalação do monumento, por meio de um projeto em conjunto com a UNICAMP, realizou a reforma do mesmo. Todo dia 20 de novembro são realizadas atividades relacionadas à cultura de matriz africana neste local, propondo uma interação social e integração entre os habitantes da cidade.  

## Arquitetura
A Igreja São Benedito, construída com alvenaria de tijolos e alicerces de pedras, é um edifício pequeno, com uma torre localizada nos fundos da construção. Sua fachada possui ornamentos, e o prédio fica em anexo ao salão paroquial. 

## Monumento à Mãe Preta

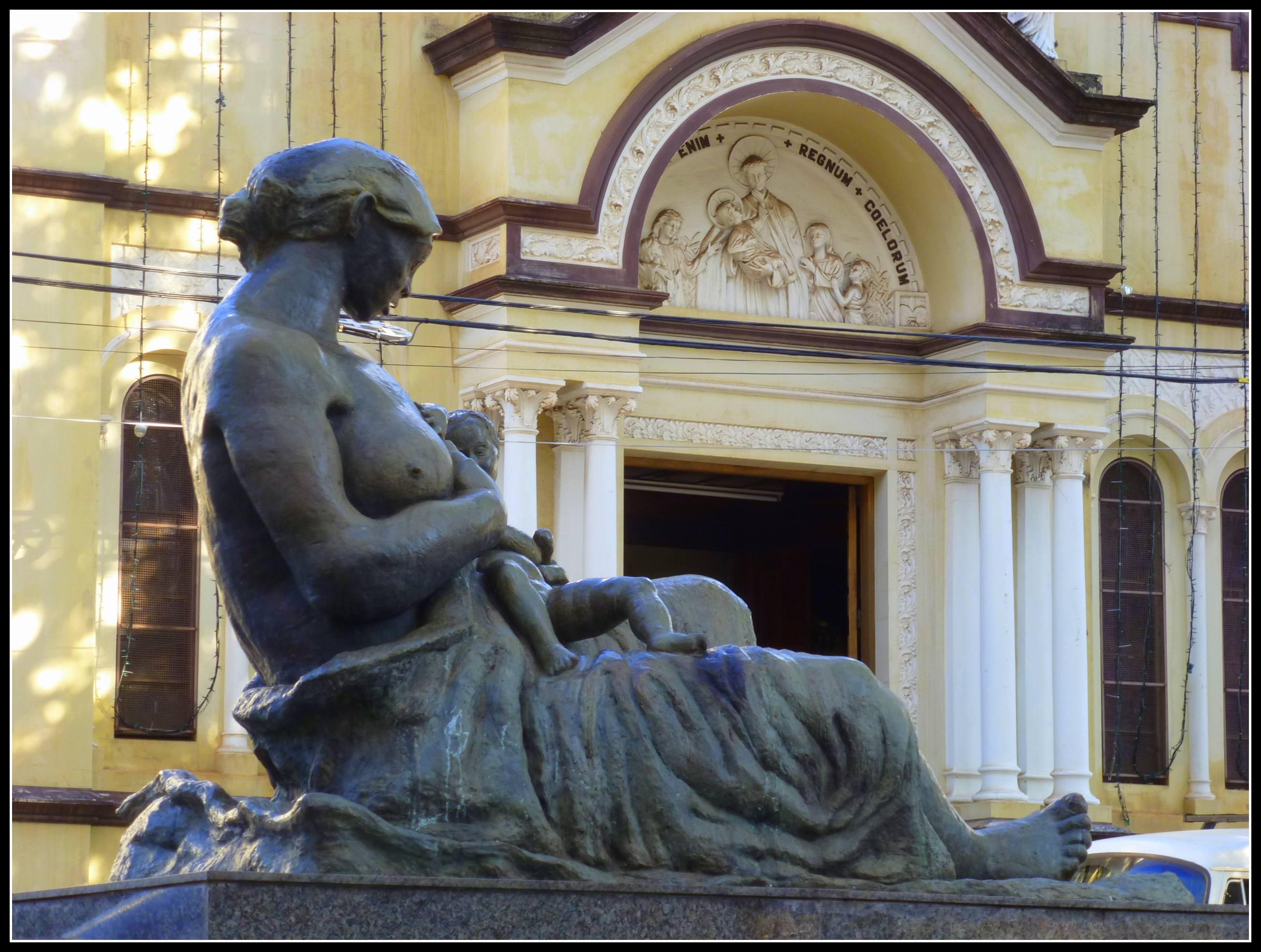
Monumento à Mãe Preta em frente a Igreja, inaugurado em 1984.

Trata-se de um réplica da estátua Mãe preta localizada em São Paulo. O monumento foi construído em homenagem aos cativos de Campinas, em especial às mães da comunidade Africana. O monumento também teve diversas ressignificações durante a história. Sua construção é inspirada nas amas de leite pretas, que criaram os filhos dos senhores brancos até o início do século XX. Hoje, simboliza a resistência e a luta do movimento negro, sendo um importante marco cultural com homenagens em vários lugares Brasil.
O monumento foi instalado pouco mais de um século depois da construção da Igreja, em 1984 pela comunidade negra. O local foi escolhido por um motivo especial: ao lado da Igreja localizava-se o Cemitério dos Cativos, onde foram enterrados diversos imigrantes de ancestralidade negra da comunidade. No mesmo local fora construída a Capela de São Benedito, em 1867 pela irmandade negra devotada ao santo negro e idealizada por Mestre Tito, como um lugar onde escravizado e ex-escravizados pudessem praticar sua fé. 